# Jerko Tipurić
Jerko Tipurić, nekadašnji hrvatski nogometaš i trener. 
Za Hajduk je odigrao 228 utakmica i zabio 28 golova, i to 7 u 113 prvenstvenih utakmica i 21 u prijateljskim. Odigrao je i 12 utakmica za Kup i 11 europskih.
Prvi nastup za Hajduk imao je 17. veljače 1985. za prvenstvo Jugoslavije protiv Vojvodine u Novom Sadu (1:1), kada nastupa u početnom sastavu i zabija gol.
Igrao je i za FK Igman Konjic, NK Zagreb, NK Čelik Zenica i Cercle Brugge. 	
Statistika u Hajduku
| Natjecanje        | Nastupi | Zgoditci |
| ----------------- | ------- | -------- |
| Prvenstvo         | 113     | 7        |
| Kup               | 12      | 0        |
| Superkup          | 0       | 0        |
| Međunarodne       | 11      | 0        |
| Splitski podsavez | 0       | 0        |
| Ukupno            | 136     | 7        |
| Prijateljske      | 92      | 21       |
| Sveukupno         | 228     | 28       |